# Partido judicial de Lérida
El Partido judicial de Lérida es uno de los 49 partidos judiciales en los que se divide la comunidad autónoma de Cataluña, siendo el partido judicial n.º 4 de la provincia de Lérida.
El ámbito territorial, que viene regulado por el Real Decreto 529/1983, de 9 de marzo, comprende las localidades de :
Aitona, Alamús, Albagés, Albatarrech, Albí, Alcanó, Alcarrás, Alcoletge, Alfés, Almacellas, Almatret, Alpicat, Arbeca, Artesa de Lérida, Aspa, Bellaguarda, Bell Lloch, Benavent de Lérida, Borjas Blancas, Bovera, Castelldans, Cerviá, Corbins, El Cogul, Espluga Calva,  Fondarella, Fulleda, Gimenells i el Pla de la Font, Golmés, La Granja de Escarpe, Grañena de las Garrigas, Juncosa, Juneda, La Floresta, La Granadella, Llardecans, Lérida, Masalcorreig, Mayals, Miralcamp, Mollerusa, Montoliu, Omellóns, Palau de Anglesola, Pobla de Ciérvoles, Puig Gros, Puigvert de Lérida, Roselló, Sarroca, Serós, Sidamunt, Solerás, Soses, Sudanell, Suñer, Tarrés, Torms, Torrebeses, Torrefarrera, Torregrosa, Torres de Segre, Torreserona, Vilanova de la Barca, El Vilosell y Vinaixa.